# Episcopia Ortodoxă Română a Europei de Nord
Episcopia Ortodoxă Română a Europei de Nord este o eparhie a Bisericii Ortodoxe Române, ce are jurisdicție asupra comunităților ortodoxe românești din Suedia, Norvegia și Danemarca. A fost înființată în anul 2007, ca o eparhie sufragană a Mitropoliei Ortodoxe Române a Germaniei, Europei Centrale și de Nord. Are sediul în Stockholm (Suedia) și este condusă de episcopul Macarie Drăgoi. 